# Su-5
Su-5 (ros. Су-5) – radziecki samolot myśliwski o mieszanym napędzie tłokowym wspomaganym silnikiem odrzutowym typu motorjet, skonstruowany pod koniec II wojny światowej w biurze konstrukcyjnym Suchoja. Pozostał na etapie prototypu.

## Historia
Su-5 jest typowym przykładem samolotów powstających jako doraźne rozwiązanie wynikające z potrzeby chwili. Pod koniec II wojny światowej radzieckie myśliwce zaczęły ustępować swoją prędkością najnowszym samolotom hitlerowskiej Rzeszy. Pojawiły się również pierwsze niemieckie konstrukcje z napędem odrzutowym i rakietowym, Messerschmitt Me 262 i Messerschmitt Me 163, a radziecki przemysł lotniczy na tym etapie swojego rozwoju nie był w stanie szybko zbudować sprawnego silnika odrzutowego, radykalnie poprawiającego maksymalną szybkość samolotów nim napędzanych. Postanowiono zatem sięgnąć po rozwiązanie zastępcze, jakim był prosty w swojej konstrukcji silnik odrzutowy ze sprężarką napędzaną silnikiem tłokowym; taki układ konstrukcyjny nazywany jest motorjet. Pracę nad samolotem podjęto w biurze konstrukcyjnym Pawła Suchoja, podobne prace prowadzono również w biurze Mikojana i Guriewicza (samolot I-250). Powstały prototyp samolotu Su-5 oblatany został 6 kwietnia 1945 roku, jednak w lipcu tego samego roku silnik tłokowy maszyny uległ poważnej awarii. Dalsze próby z samolotem przerwano i już ich nie kontynuowano, jako że zainteresowanie napędem mieszanym radykalnie spadło wobec rozwijania samolotów o napędzie turboodrzutowym.

## Konstrukcja
Su-5 (oznaczenie wewnętrzne I-107) był jednomiejscowym, wolnonośnym dolnopłatem o całkowicie metalowej konstrukcji. Skrzydło o obrysie dwutrapezowym (poszerzone przy kadłubie). Kadłub o konstrukcji półskorupowej z opancerzoną kabiną pilota. Usterzenie klasyczne, wolnonośne. Podwozie o układzie klasycznym z goleniami głównymi z pojedynczymi kołami chowanymi do wnęk w skrzydłach oraz z kółkiem ogonowym. Układ napędowy składał się z dwunastocylindrowego, chłodzonego cieczą silnika tłokowego Klimow M-107A napędzającego czterołopatowe śmigło o średnicy 2,9 metra oraz silnika WRDK (powietrzny odrzutowy silnik sprężarkowy), który znajdował się w tylnej części kadłuba wraz z dyszą wylotową umieszczoną pod usterzeniem. 

## Uzbrojenie
Samolot uzbrojony był w 23 mm działko NS-23 strzelające przez piastę śmigła i dwa karabiny maszynowe 12,7 mm UB zamontowane nad silnikiem tłokowym strzelające poprzez śmigło.